# Pen Pen (jeu vidéo)
 (novembre 2018).
Si vous disposez d'ouvrages ou d'articles de référence ou si vous connaissez des sites web de qualité traitant du thème abordé ici, merci de compléter l'article en donnant les références utiles à sa vérifiabilité et en les liant à la section « Notes et références ».
Pen Pen (ペンペントライアイスロン), ou Pen Pen TriIcelon en Amérique du Nord, est un jeu vidéo de course fantaisiste développé par General Entertainment (en), et édité au Japon par General Entertainment, et par Infogrames en Amérique du Nord et en Europe, sorti au Japon le 27 novembre 1998 et en 1999 dans les autres territoires sur Dreamcast. Ce fut un des jeux de lancement de la console au Japon, aux États-Unis et en Europe.